# Phradis
Phradis is een geslacht van insecten uit de orde vliesvleugeligen (Hymenoptera) en de familie Ichneumonidae.

## Soorten
- P. brevicornis Horstmann, 1971
- P. brevis (Brischke, 1880)
- P. corsicator Aubert, 1969
- P. decrescens (Thomson, 1889)
- P. gibbus (Holmgren, 1860)
- P. interstitialis (Thomson, 1889)
- P. minutus (Bridgman, 1889)
- P. monticola Szepligeti, 1899
- P. morionellus (Holmgren, 1860)
- P. nigritulus (Gravenhorst, 1829)
- P. obscuripes Horstmann & Kolarov, 1988
- P. polonicus Horstmann, 1981
- P. punctipleuris Horstmann, 1971
- P. rufiventris Horstmann, 1981
- P. terebrator Horstmann, 1981
- P. thyridialis Horstmann, 1981
- P. toreador Aubert, 1986